# (6311) Porubcan
(6311) Porubcan  es un asteroide del cinturón principal perteneciente al cinturón de asteroides, región del sistema solar que se encuentra entre las órbitas de Marte y Júpiter.
Fue descubierto el 15 de septiembre de 1990 por Henry E. Holt  desde el observatorio Palomar.

## Designación y nombre
Designado provisionalmente como 1990 RQ2 fue nombrado en honor de Vladimír Porubčan, astrónomo Eslovaco (n. 1940).

## Características orbitales
(6311) Porubcan está situado a una distancia media del Sol de 2,289 ua, pudiendo alejarse hasta 2,803 ua y acercarse hasta 1,775 ua. Su excentricidad es 0,225 y la inclinación orbital 5,169 grados. Emplea 1265,15 días en completar una órbita alrededor del Sol.

## Características físicas
La magnitud absoluta de Porubcan es 14,00. 